# Corydalis pumila
Corydalis pumila là một loài thực vật có hoa trong họ Anh túc. Loài này được (Host) Rchb. mô tả khoa học đầu tiên năm 1832.

## Hình ảnh

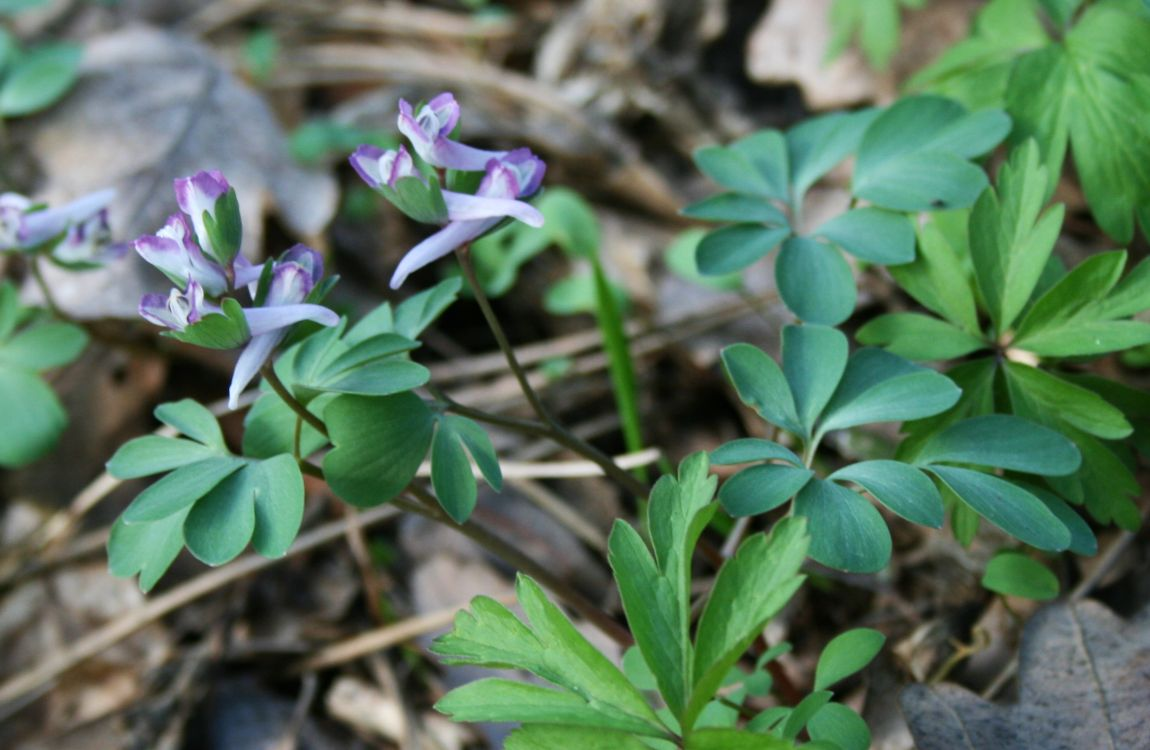
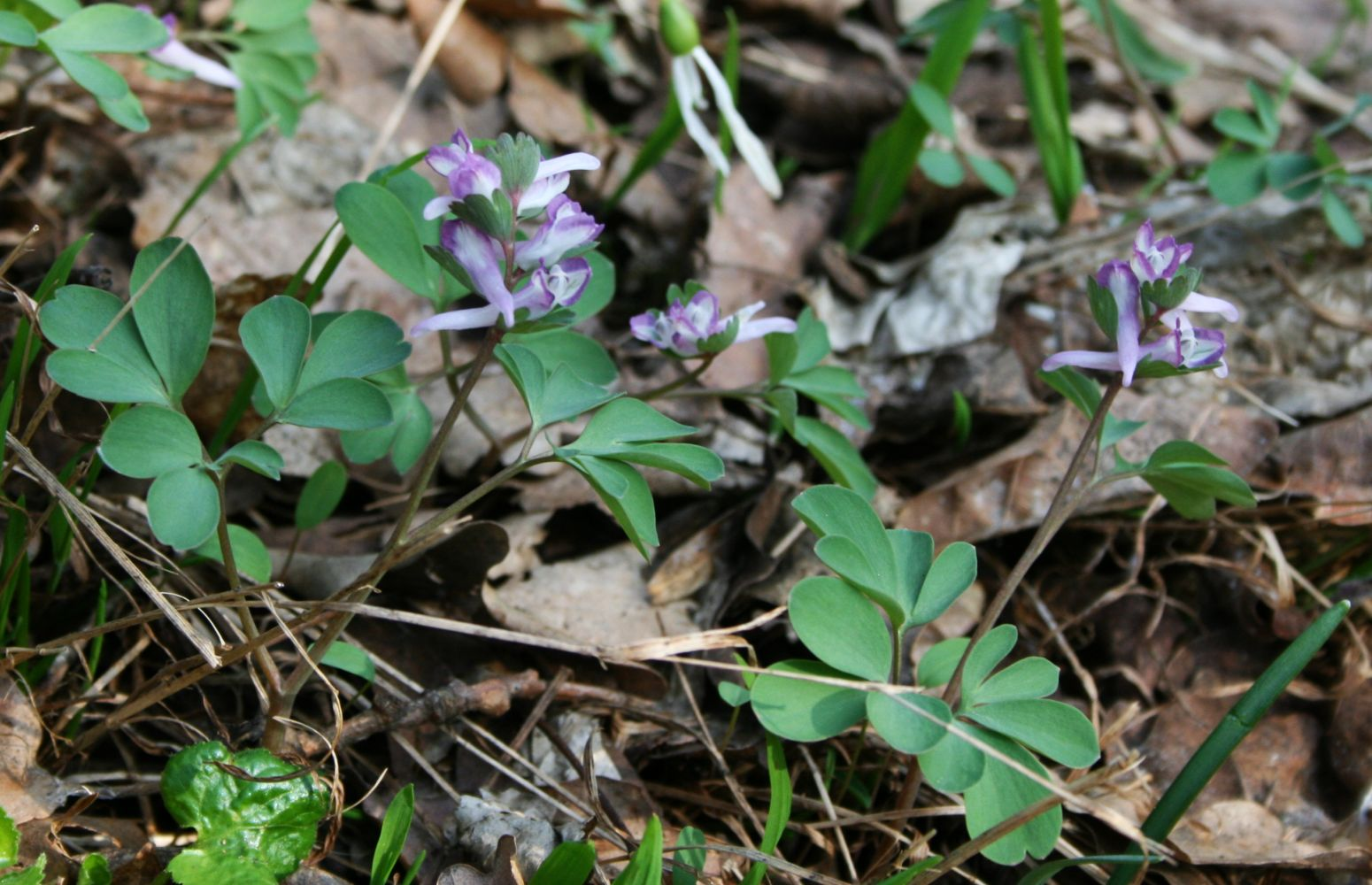
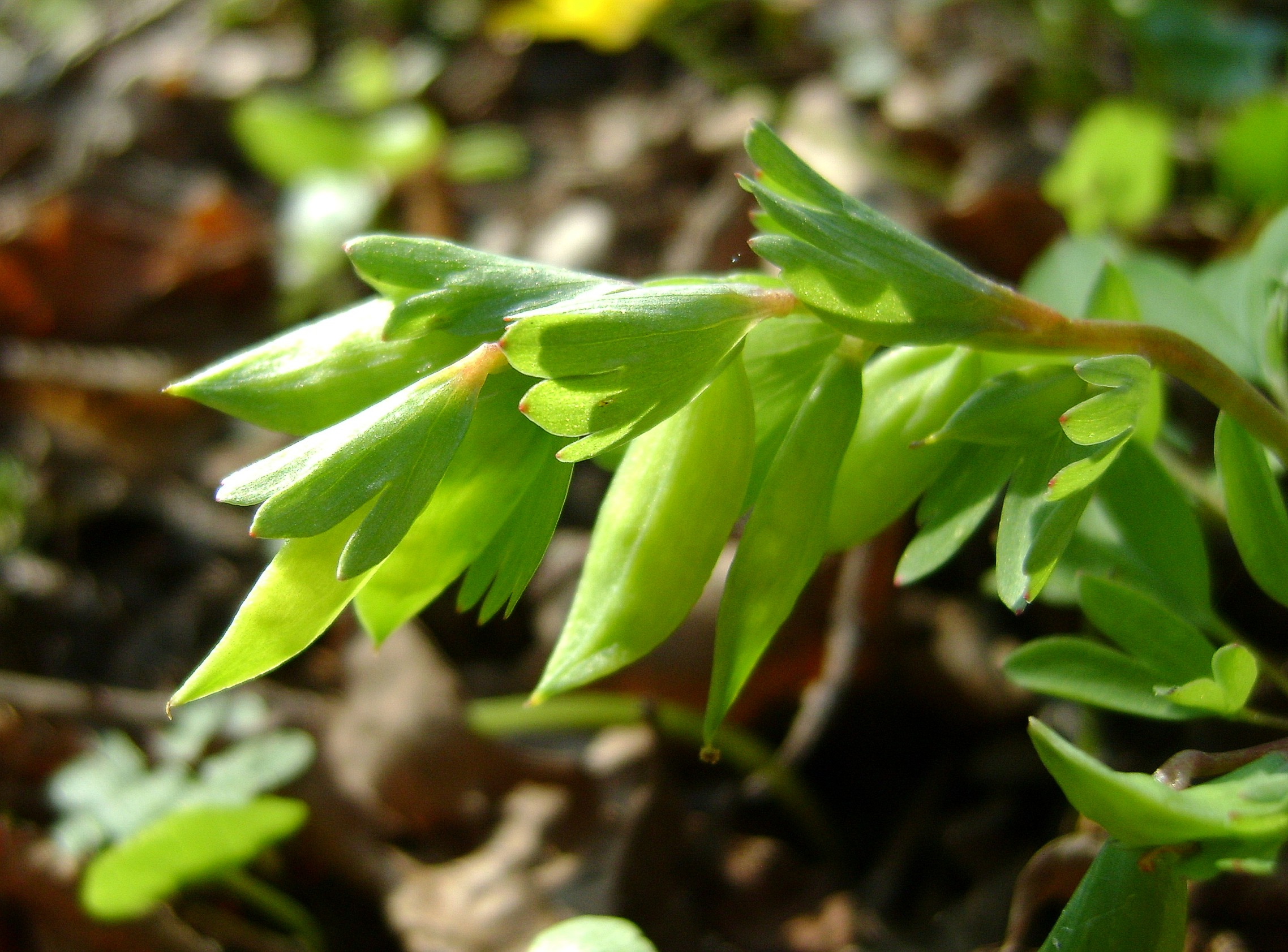
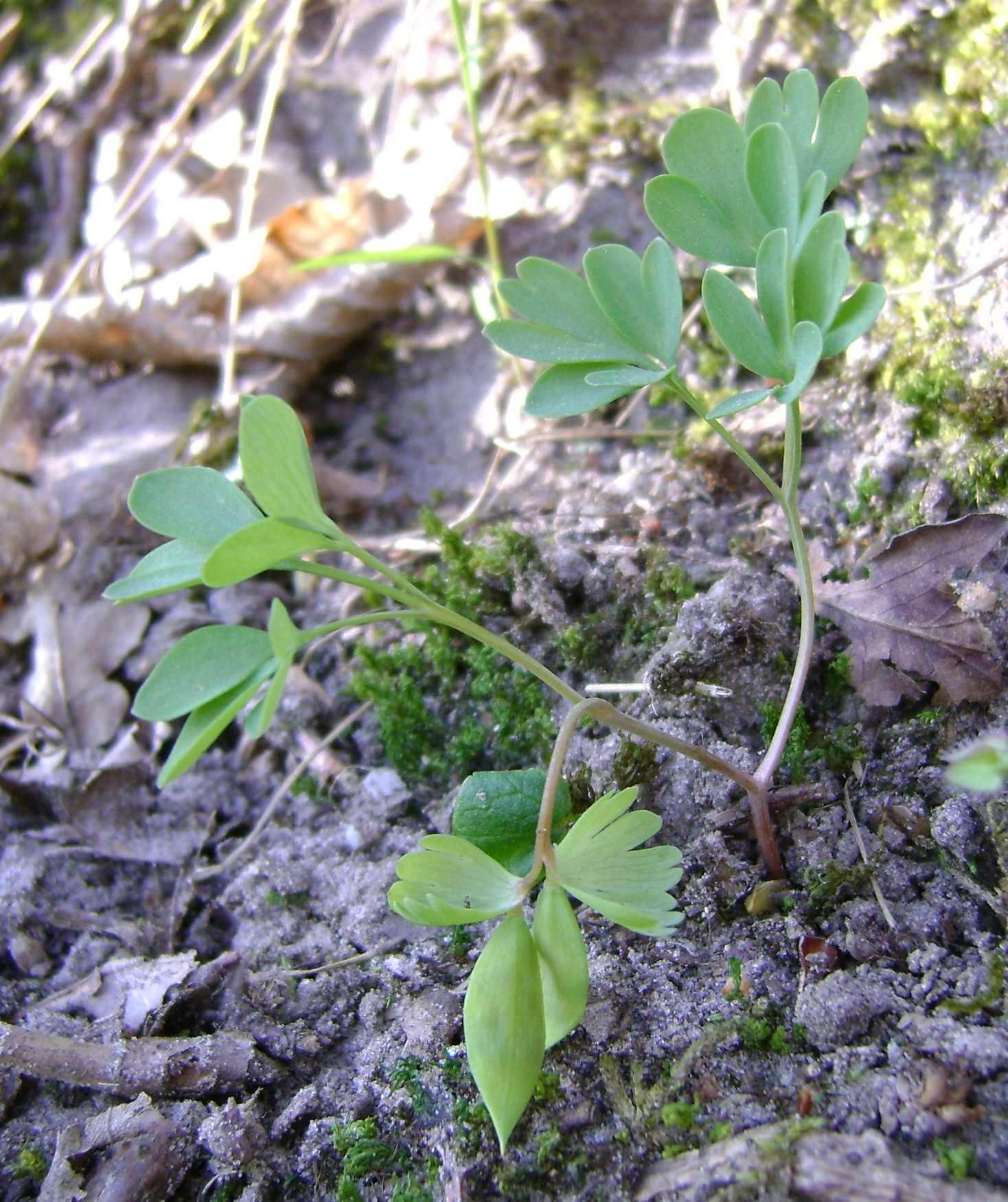